# Белорусско-чилийские отношения
Дипломатические отношения между двумя странами были установлены в 1992 году. Двусторонний товарооборот незначителен — 13,0 млн долларов в 2008 году.

## Двусторонние встречи
В декабре 2008 года в Министерстве иностранных дел Республики Чили по инициативе белорусской стороны состоялась встреча первого секретаря посольства Беларуси в Аргентине Сергея Лукашевича с заместителем департамента по делам Европы Эдуардо Шотом. Были обсуждены различные вопросы двусторонних отношений и дальнейшего развития договорноправовой базы.

## Переговорный процесс
- Подготовка соглашений об отмене виз для владельцев дипломатических, служебных и официальных паспортов
- Соглашение о торгово-экономическом сотрудничестве и взаимной защите инвестиций.

## Дипломатические представительства и консульства
- Беларусь представляет свои интересы в Чили через своё посольство в Аргентине. Белорусское консульство также функционирует в Буэнос-Айресе.
- Чили пока не назначила посла в Беларуси.

## Выдающиеся личности
- Игнатий Домейко, выдающийся учёный и национальный герой Чили, родился 31 июля 1802 года в имении Медведка Гродненской области.